# Guido ze Starhembergu
Hrabě Guido ze Starhembergu (také Guidobald, německy Guido Graf von Starhemberg, 11. listopadu 1657, Štýrský Hradec – 7. března 1737 Vídeň) byl rakouský šlechtic z rodu Starhembergů a vojevůdce císařské armády. Během dynastických válek 17. a 18. století dosáhl hodnosti polního maršála (1704).

## Život

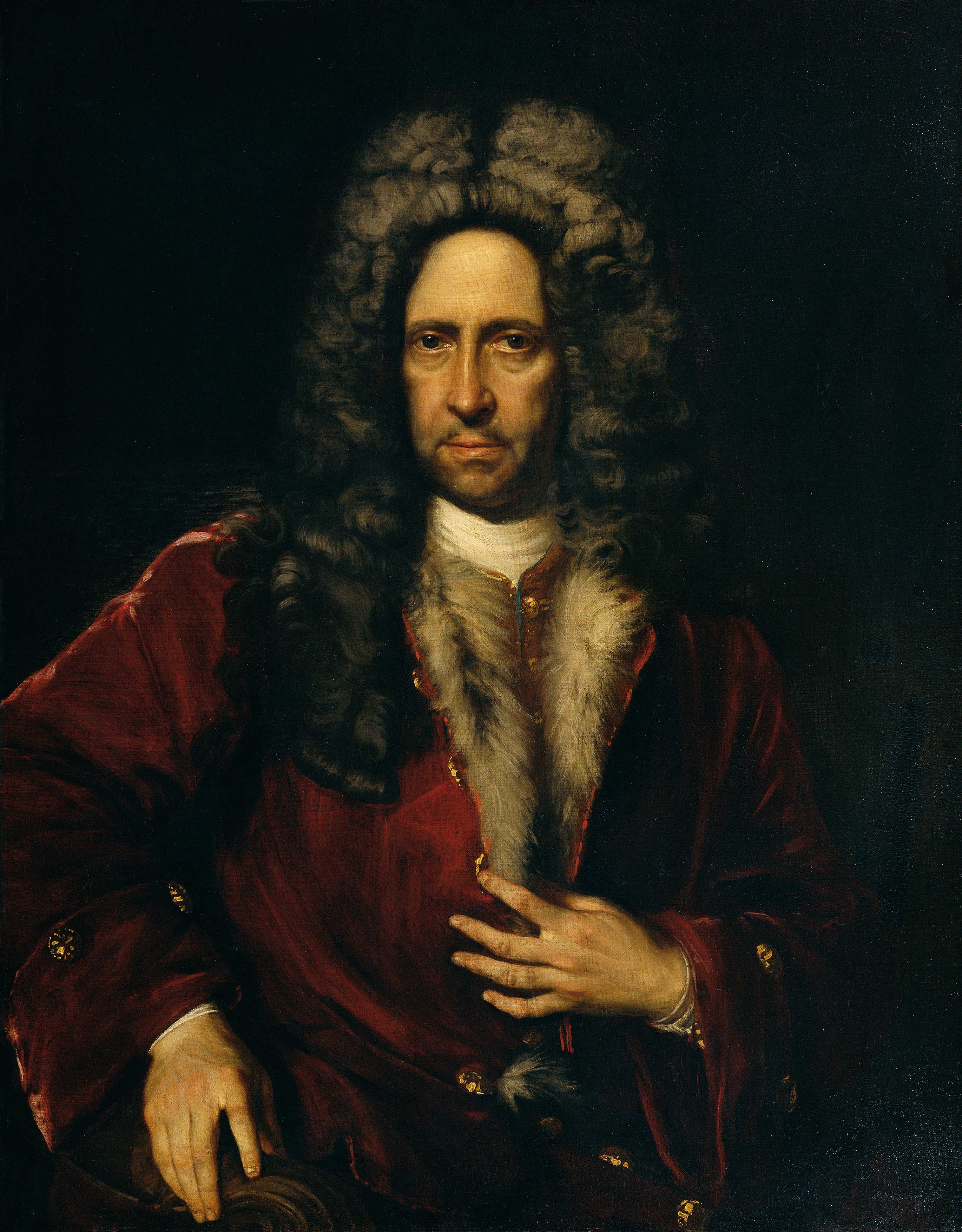
Guido ze Starhembergu (Jan Kupecký, sbírky Belvederu)

Narodil se ve Štýrském Hradci jako druhý syn Bartoloměje ze Starhembergu (1625–1676) a jeho manželky Ester z Windischgrätzu (1630–1697). Měl pět sourozenců, bratry Maxmiliána Adama, Jindřicha Františka, Gundakara XVI. a Adama Maxmiliána a sestru Sabinu Kristýnu, provdanou svobodnou paní Gilleisovou. Jako mladší syn byl předurčen k úřednické dráze a studoval u jezuitů v Linci, zajímal se ale o vojenství a v roce 1677 vstoupil do císařské armády. Zúčastnil se závěrečných operací války s Francií. Byl zraněn a povýšen na poručíka, po Nijmegenském míru sloužil na Moravě.
Během obléhání Vídně v roce 1683 bojoval s vyznamenáním jako pobočník svého bratrance Ernsta Rüdigera ze Starhembergu. Po osvobození Vídně se připojil k bojující armádě v Uhrách a účastnil se následujících bitev: 1686 obléhání Budína, 1687 v bitvě u Moháče, obléhání a dobytí Bělehradu (6. září 1688), dále se účastnil bitev u Slankamenu. V roce 1689 byl povýšen do hodnosti generálního polního vachtmistra (respektive generálmajora). Během dalších bojů v Uhrách dosáhl hodností polního podmaršála (1692) a polního zbrojmistra (1695). Poté se zúčastnil války proti Osmanské říši: po boku prince Evžena Savojského bojoval ve slavném vítězství u Zenty (1697).
Po vypuknutí válek o španělské dědictví odešel s Evženem Savojským do Itálie, zde se zúčastnil bitvy u Luzzary a následně převzal od roku 1703 velení a zabránil spojení Francouzů s Bavory. V roce 1704 dosáhl nejvyšší hodnosti polního maršála, ale kvůli neshodám s Viktorem Amadeem II. byl nahrazen polním maršálem Wirichem z Daunu.
V roce 1708 převzal velení nad jednotkami válčícími ve Španělsku a i přes minimální podporu vedl úspěšné bitvy. V roce 1710 vstoupil po úspěšných bojích v bitvách u Almenary a Zaragozy do Madridu. Po bitvě u Villaviciosa byl nucen ustoupit do Barcelony. Zde se stal katalánským vicekrálem a kvůli nedostatku podpory se nechal v roce 1713 převézt se zbytkem vojska na anglických lodích do Janova. Poté se vrátil do Vídně, kde během válek s Turky v letech 1716 až 1718 převzal za nepřítomnosti prince Evžena prezidentství dvorské vojenské rady. V aktivní službě zůstal formálně až do smrti jako viceprezident Dvorské válečné rady. 
Hrabě Guido ze Starhembergu zemřel ve Vídni 7. března 1737 a byl pohřben v kostele Řádu německých rytířů, jehož byl velmistrem. 